# Надгръклянник
Надгръкля̀нникът, наричан още епиглотис (на латински: epiglottis), представлява еластичен хрущял с форма на крушов лист, който затваря входа на гръкляна при гълтане. Разполага се над входа на ларинкса и зад корена на езика. С по-тясната си долна част се прикрепва към задната повърхност на щитовидния хрущял, назад от изрезката. Предната повърхност е изпъкнала и е обърната към езика, а задната – вдлъбната и гледа към гръклянната кухина.